# Trachélectomie

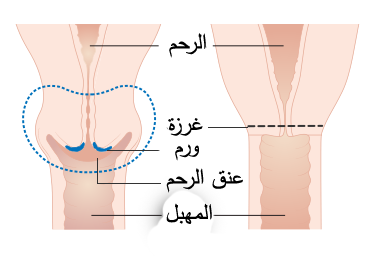
Illustration.

La trachélectomie est l'ablation chirurgicale du col de l'utérus, l'utérus lui même étant conservé. Cette ablation peut être simple (col de l'utérus uniquement) ou élargie, radicale,  avec ablation de certains tissus périphériques (paramètres, partie supérieure du vagin, ganglions lymphatiques pelviens).
L'objectif d'une trachélectomie est de préserver les possibilités de grossesses chez les jeunes femmes.

## Indications
La trachélectomie est envisageable dans le cas de cancers du col utérin de stade ia2 (tumeurs de moins de 7 mm).